# Thymoites confraternus
Thymoites confraternus es una especie de araña araneomorfa del género Thymoites, familia Theridiidae. Fue descrita científicamente por Banks en 1898.
Habita desde México hasta Perú.